# Kurdistanska pokrajina
Kurdistanska pokrajina (perz. استان کردستان; Ostān-e Kurdistān/Kordestān) je jedna od 31 iranske pokrajine. Smještena je na zapadnom dijelu zemlje i obuhvaća uglavnom planinski krajolik Zagrosa, a omeđena je Zapadnim Azarbajdžanom na sjeveru, Zandžanskom i Hamadanskom pokrajinom na istoku, Kermanšaškom pokrajinom na jugu, te suverenom državom Irak na zapadu. Kurdistanska pokrajina prostire se na 28.203 km², a prema popisu stanovništva iz 2006. godine u njoj je živjelo 1,440.158 stanovnika. Sjedište pokrajine smješteno je u gradu Sanandadžu.

## Okruzi
- Banski okrug
- Bidžarski okrug
- Dehgolanski okrug
- Divandarski okrug
- Kamjaranski okrug
- Korvski okrug
- Marivanski okrug
- Sakeški okrug
- Sanandadžanski okrug
- Sarvabadski okrug

## Vanjske poveznice
- (perz.) Službene stranice Kurdistanske pokrajine

Ostali projekti
|  | Zajednički poslužitelj ima još gradiva o temi Kurdistanska pokrajina |